# سيرج أورييه

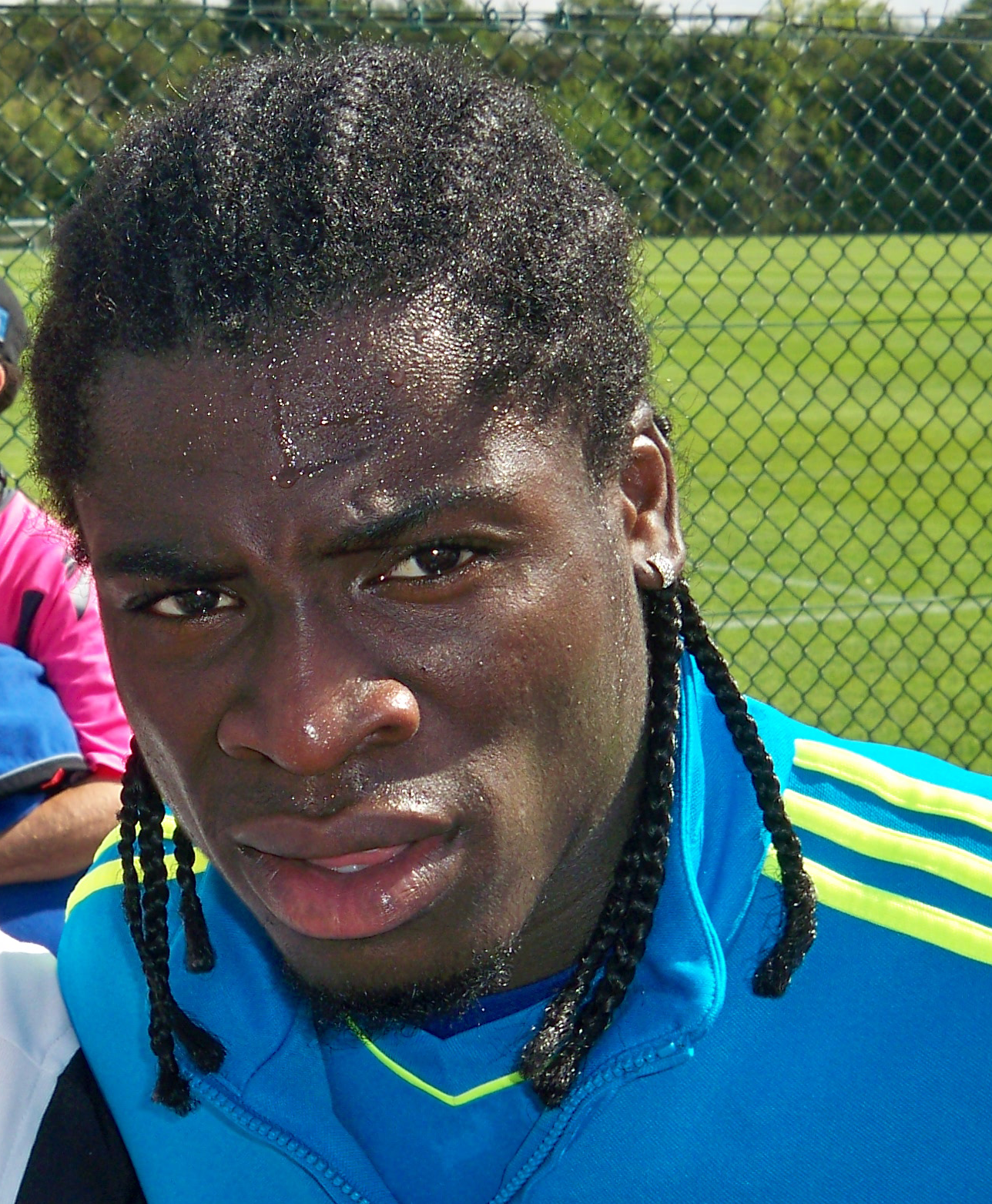
أورييه

سيرج أورييه (بالفرنسية: Serge Aurier)‏ (ولد في 24 ديسمبر 1992 في أوراغاهيو) لاعب كرة قدم دولي عاجي كان يلعب لصالح نادي نوتنجهام فورست الانجليزى في مركز الظهير الأيمن.

## قضايا جنائية
في 31 مايو 2016، كان أورييه على متن سيارة بأحد أحياء جادة الشانزليزيه في باريس بعد مغادرته أحد الملاهي الليلية، وتم توقيفه من قبل دورية من وحدة مكافحة الجريمة، فدخل معها في مشاجرة جراء رفضه الامتثال لأوامرها بالنزول من السيارة، ما وضعه رهن الاعتقال الاحتياطي . وفي 26 سبتمبر 2016، قضت محكمة الجنح في باريس بالسجن النافذ لمدة شهرين بحقه بتهمة المشاجرة مع رجال الشرطة.

## روابط خارجية
- سيرج أورييه على موقع الاتحاد الدولي (مؤرشف)  (الإنجليزية)
- سيرج أورييه على موقع الاتحاد الأوربي (الإنجليزية)
- سيرج أورييه على موقع اتحاد تركيا (لاعب) (الإنجليزية)
- سيرج أورييه على موقع رابطة كرة القدم الفرنسية للمحترفين (الإنجليزية)
- سيرج أورييه على موقع قاعدة بيانات كرة القدم.إي يو (الإنجليزية)
- سيرج أورييه على موقع ليكيب (الفرنسية)
- سيرج أورييه على موقع ناشيونال فوتبول تيمز (الإنجليزية)
- سيرج أورييه على موقع Soccerbase.com (لاعب) (الإنجليزية)
- سيرج أورييه على موقع Soccerway.com (الإنجليزية)
- سيرج أورييه على موقع عالم كرة القدم.نت (الإنجليزية)